# Alberich Ebenhöch
Alberich Ebenhöch (* 2. Juli 1666 in Eibelstadt; † 1. Oktober 1727 in Würzburg), eigentlich Johann Gabriel Ebenhöch, war der 45. Abt des Benediktinerklosters Sankt Stephan in Würzburg und in den Jahren 1716 bis 1720 Rektor der Julius-Maximilians-Universität Würzburg.

## Herkunft und Angehörige
Abt Alberich Ebenhöch war ein Sohn aus der 2. Ehe des Metzgermeisters Wolfgang Ebenhöch (* 23. März 1631 in Hohenfels in der Oberpfalz; † 14. November 1695 in Eibelstadt bei Würzburg) mit der Bürgerstochter Dorothea Vornberger (* 28. Februar 1637 in Eibelstadt; † 4. April 1676 ebenda). Er hatte zwei Schwestern Maria Dorothea (* 1669) und Maria Margaretha (1673–1719), verehelichte Ecklein; sowie die vier Halbbrüder, Johann Wolfgang (1660–1695); Johann Wilhelm (1683–1769), fürstbischöflicher Geheimrat und Oberbürgermeister der Stadt Würzburg; Jeremias (1686–1758), Ratsherr, Stadtbaumeister und Bürgermeister in Eibelstadt und Johannes (1688–1758), Dr. phil., 36 Jahre Pfarrherr von St. Peter und Paul in Würzburg und Regens des Priesterseminars.
Im Jahre 1722 ließ Alberich Ebenhöch den kaiserlichen Wappenbrief mit Erhebung in den Ritterstand ohne Prädikat aus dem Jahr 1645 für die Brüder Leonhardt Ebenhöch und Georg Ebenhöch – dem Großvater des Abtes Alberich Ebenhöch – churfürstlich bayerische Umgelder und Bürgermeister in Hohenfels in der Oberpfalz für Nachkommen beiderlei Geschlechts in Würzburg von Notar und Procurator Johann Kaspar Haber beglaubigen und sicherte damit den Nachweis für die Würzburger und Eibelstädter Ebenhöch.
Das Wappen, welches in Schwarz auf grüner Ebene einen gelben Pegasus und auf dem Helm mit gelb-schwarzen Decken und gewundenem Pausch in denselben Farben den gleichfarbige Pegasus mit schwarzer Lanze zeigt, erhielt sich auf einem Epitaph in der Pfarrkirche St. Nikolaus in Eibelstadt an der Umfassungsmauer, im Mittelfeld des Hochaltares der Kirche in Kolitzheim, Landkreis Gerolzhofen in Unterfranken (Die Kunstdenkmäler in Bayern, Bezirksamt Gerolzhofen, bearbeitet von Hans Karlinger, 1913), wo das Kloster Sankt Stephan Lehens- und Kirchenherr war, in der Wappenpräsentationen der Patrizierfamilien der Stadt Würzburg im Silbernen Ratsbuch der Stadt auf Seite 69, 94 und 96, in einem Feld der Kassettendecke des Rathaussaales in Würzburg und wurde im Deutschen Geschlechterbuch, genealogisches Handbuch bürgerlicher Familien, Band 172 im Jahr 1975 und Band 220 im Jahr 2009, C.A.Starke Verlag Limburg an der Lahn bei der Stammfolge Ebenhöch, Ebenhöh, Ebenhoch von Hocheneben aus Hohenfels in der Oberpfalz von den heutigen, weitverzweigten Nachkommen im Druck veröffentlicht.

## Leben
Johann Gabriel Ebenhöch trat mit 18 Jahren in das Benediktinerkloster Sankt Stephan in Würzburg ein, nahm dem Klosternamen Alberich an, legte 1686 das Ordensgelübde ab, wurde zum Priester geweiht, war Novizenmeister in Sankt Stephan und Beichtvater des Klosters der Benediktinerinnen des Klosters Sankt Afra in Würzburg und wurde im Jahre 1713 der 45. Abt von Sankt Stephan. Während seiner 14-jährigen Abtszeit 1713 bis 1727 war Alberich Ebenhöch in den Jahren 1716 bis 1720 Rektor der Julius-Maximilians-Universität Würzburg und ließ die Klosterkirche Sankt Stephan und die Gebäude des Konvents großzügig umbauen und ausstatten. Abt Alberich Ebenhöch wurde in der Gruft vor dem Hochaltar der Klosterkirche Sankt Stephan in Würzburg zu Grabe gelegt.